# メーター郡
座標: 北緯18度27分43秒 東経99度8分5秒 / 北緯18.46194度 東経99.13472度
メーター郡（メーターぐん）はタイ北部・ラムプーン県にある郡（アムプー）である。

## 名称
メー・ターとは「ター川」と言う意味である。この川は郡内を流れる川である。

## 歴史
1939年ムアンラムプーン郡から4のタムボンが分離してメーター分郡（キンアムプー）を形成した。1958年7月22日郡は分郡から郡（アムプー）へ昇格した。

## 地理
郡の中心地はター川の形成した盆地に位置し、その南北と東側を山岳地帯で囲まれている。郡内にはドーイ・クンターン国立公園が位置する。
交通は、タイ国鉄が通っている他、国道1033号線が北に延びておりラムプーン方面とつながっている。また、国道11号線が北西から南東に延びており、北西にラムプーン方面、南東にラムパーン方面とつながっている。

## 経済
郡の主な産業は農業、畜産である。主な生産品はロンガン、ニンニク、トウモロコシ、マンゴー、アカワケギ、野菜類などである。
この他、郡の名産品として木彫り彫刻などがある。

## 行政区分
郡は6のタムボンに分かれ、さらにその下位に68の村（ムーバーン）がある。自治体（テーサバーン）があり、以下のようになっている。
- テーサバーンタムボン・ターソップサオ・・・タムボン・ターソップサオ、タムボン・ターカートの一部
- テーサバーンタムボン・ターカート・・・タムボン・ターカート、タムボン・タークングンの一部

また、郡内には6のタムボン行政体（オンカーンボーリハーンスワンタムボン）がある。
1. タムボン・タープラードゥック・・・ตำบลทาปลาดุก
2. タムボン・ターソップサオ・・・ตำบลทาสบเส้า
3. タムボン・ターカート・・・ตำบลทากาศ
4. タムボン・タークングン・・・ตำบลทาขุมเงิน
5. タムボン・タートゥンルワン・・・ตำบลทาทุ่งหลวง
6. タムボン・ターメーロープ・・・ตำบลทาแม่ลอบ